# 운유초등학교
운유초등학교는 대한민국 경기도 김포시에 있는 공립 초등학교이다.

## 학교 연혁
- 2012년 3월 1일 개교(12학급) 및 병설유치원 개원(3학급)
- 2012년 3월 1일 초대 김정덕 교장 취임
- 2012년 11월 참여와 소통의 교육문화 실현 우수(교육감)
- 2012년 12월 창의지성교육과정 표창(교육감)
- 2012년 12월 경기혁신교육발전 유공(교육감)
- 2012년 12월 경기혁신교육정착 유공(교육감)
- 2013년 2월 15일 제1회 졸업식(88명)
- 2013년 3월 1일 경기도교육청 지정 초등 선진형 교수·학습 상시평가 중심학교 운영
- 2013년 9월 1일 경기도교육청 혁신학교 지정
- 2013년 12월 학생건강·체력증진교육 우수(교육감)
- 2013년 12월 경기혁신교육정착 우수(교육감)
- 2013년 12월 창의적교육과정 운영 우수(교육감)
- 2013년 12월 상시평가 중심학교 운영 우수(교육감)
- 2013년 12월 병설유치원 교육활동 우수(교육감)
- 2014년 1월 학부모회 활동 우수(교육감)
- 2014년 2월 학생자치·민주적 학교문화조성 우수교(교육감)
- 2014년 2월 14일 제2회 졸업식(105명)
- 2014년 3월 1일 44학급, 유치원 4학급
- 2014년 3월 1일 경기도교육청 지정 초등 창의지성 교과특성화학교 운영
- 2014년 3월 1일 김포시 농업기술센터 지정 원예활동 시범학교 운영
- 2015년 5월 16일 경기도교육청 지정 스마트미디어 청정학교 시범운영
- 2015년 2월 13일 제3회 졸업식(남 52명, 여 55명, 계 107명)
- 2015년 3월 1일 제2대 박현식 교장 취임
- 2015년 3월 2일 47학급, 유치원 4학급, 특수 1학급 신설

## 참고 자료
- 운유초등학교 - 한국교육학술정보원 학교알리미